# Brewster (Washington)
Brewster es una ciudad ubicada en el condado de Okanogan en el estado estadounidense de Washington. En el año 2000 tenía una población de 2.189 habitantes y una densidad poblacional de 705,8 personas por km².

## Geografía
Brewster se encuentra ubicada en las coordenadas 48°5′55″N 119°46′54″O / 48.09861, -119.78167.

## Demografía
Según la Oficina del Censo en 2000 los ingresos medios por hogar en la localidad eran de $21.556, y los ingresos medios por familia eran $22.381. Los hombres tenían unos ingresos medios de $15.652 frente a los $16.154 para las mujeres. La renta per cápita para la localidad era de $9.555. Alrededor del 31,7% de la población estaban por debajo del umbral de pobreza.